# Alfons Madeja
Alfons Madeja (* 1949 in Stuttgart) ist ein deutscher, emeritierter Professor für Betriebswirtschaft und Kultur-, Freizeit-, Sportmanagement (BK) der Hochschule Heilbronn. Er gründete 1985 die Dr. Madeja Unternehmensberatung. Madeja hat das Bundesliga-Barometer für die Sport Bild konzipiert. Einen Großteil seiner beruflichen Tätigkeit widmete er zudem der Forschung und Lehre im Vereinssport und -management im Studiengang der Sportökonomie an der Universität Bayreuth, wofür er 2014 die Fakultätsmedaille der Kulturwissenschaftlichen Fakultät der Universität Bayreuth für seine besonderen Verdienste verliehen bekommen hat.

## Veröffentlichungen
- 1984: Der öffentliche Auftrag von Spargirobanken
- 1994: Musterbeispiele für arbeitsgerichtlich durchsetzbare Kündigungen anhand neuester Urteile
- 1999: Verhaltensbedingte Kündigung im technischen Betrieb
- 2006: Vereinsfinanzen erfolgreich managen